# Stones Bitter
Stones Bitter é uma cerveja fabricada e distribuída no Reino Unido pela cervejaria norte-americana Molson Coors. Trata-se de uma cerveja do estilo bitter, com tonalidade palha-dourada. A Stones Bitter foi produzida pela primeira vez em 1948 pela William Stones Ltd [en] na Cannon Brewery, em Sheffield. Desenvolvida para os trabalhadores das siderúrgicas locais, alcançou grande popularidade na região, tornando-se um dos produtos mais conhecidos de Sheffield.
A Bass Charrington [en] adquiriu a William Stones em 1968 e passou a promover intensamente a variante em barril (keg) da Stones Bitter, que se tornou a bitter mais vendida no Reino Unido. Na década de 1990, o teor alcoólico da Stones foi gradualmente reduzido e, com o declínio nas vendas de ales, a marca passou de nacional a regional. Após o fechamento da Cannon Brewery, a Stones passou a ser produzida em diversas cervejarias. Quando a Bass saiu do setor cervejeiro, a Stones tornou-se uma marca da Coors (posteriormente Molson Coors).
A Stones foi promovida por meio de uma série de comerciais de televisão na década de 1980, estrelados por Michael Angelis e Tony Barton, tornando-se a campanha de bitter mais longa da história do Reino Unido. A cerveja também patrocinou o Rugby Football League Championship [en] e seu sucessor, a Rugby Super League, durante as décadas de 1980 e 1990.

## História
O mestre cervejeiro Edward "Ted" Collins criou a Stones Bitter na Cannon Brewery em 1948. A cerveja foi desenvolvida para os trabalhadores siderúrgicos do Lower Don Valley [en], em Sheffield. Formulada em um momento em que as classes trabalhadoras começavam a preferir bitters em vez do estilo dark mild, sua cor palha era incomum para a época, o que contribuiu para seu sucesso imediato. Na década de 1960, sua reputação local era "colossal", respondendo por 80% das vendas da William Stones. A Stones tinha uma base de fãs tão forte que foi descrita como "mais uma religião do que uma cerveja".
A partir de 1979, a Stones em barril começou a ser promovida nacionalmente, sendo introduzida no sul da Inglaterra. A cerveja substituiu a impopular Brew Ten, que visava substituir as ales regionais da Bass. Inicialmente, a cerveja era produzida na Cannon Brewery e transportada para a Hope & Anchor, também em Sheffield, para pasteurização e envase em barris, mas a demanda crescente levou a produção a outras cervejarias da Bass. No início dos anos 1980, a Stones foi produzida na cervejaria da Bass em Runcorn [en], mas a produção cessou após reclamações de dores de cabeça devido à cerveja mal fabricada. A cerveja de Runcorn era produzida a uma temperatura mais alta, aumentando a quantidade de óleos de fusel, que causam ressaca.
A Stones Bitter tornou-se a cerveja mais vendida da Bass a partir de 1981, superando a Worthington E [en]. Em 1989, era a nona cerveja mais popular no Reino Unido, com 2% das vendas totais. A demanda era tão alta que, em 1991, a Cannon Brewery pagava até £1,5 milhão por mês em impostos. A versão condicionada em barril venceu a prata na categoria Bitter do CAMRA [en] Champion Beer of Britain [en] em 1991. Em 1992, a Stones era a bitter mais vendida no Reino Unido, com um milhão de barris por ano, descrita pela Bass como "uma marca tremendamente importante com potencial inexplorado". No mesmo ano, a Bass foi criticada por reduzir o teor alcoólico de 4,1% para 3,9% para minimizar os impostos. A embalagem atual, introduzida em 1994, evoca Vulcano, o deus romano do fogo e dos ferreiros, protetor dos artesãos.
Em 1997, o Yorkshire Post [en] descreveu a cerveja como "uma das exportações mais famosas de Sheffield" e "um nome que carrega tanto orgulho quanto o selo Made in Sheffield". Em 1997, a Bass decidiu despriorizar a Stones para focar na promoção da Worthington como sua marca nacional de ale. O teor alcoólico foi reduzido para 3,8% em agosto de 1998 e, meses depois, para 3,7%, o que gerou críticas no Yorkshire Evening Post. Após o fechamento da Cannon Brewery em 1999, a Stones em lata passou a ser produzida em Burton upon Trent e a versão em barril, em Tadcaster.
A variante condicionada em barril foi produzida pela Highgate Brewery [en] em Walsall, pela Thwaites Brewery [en] em Blackburn e, por fim, pela Everards [en] em Leicester. Em agosto de 2006, a receita original foi restaurada com 4,1% de teor alcoólico, com a Coors afirmando que seria "como a Stones costumava ser". O produto foi descontinuado em 2011.

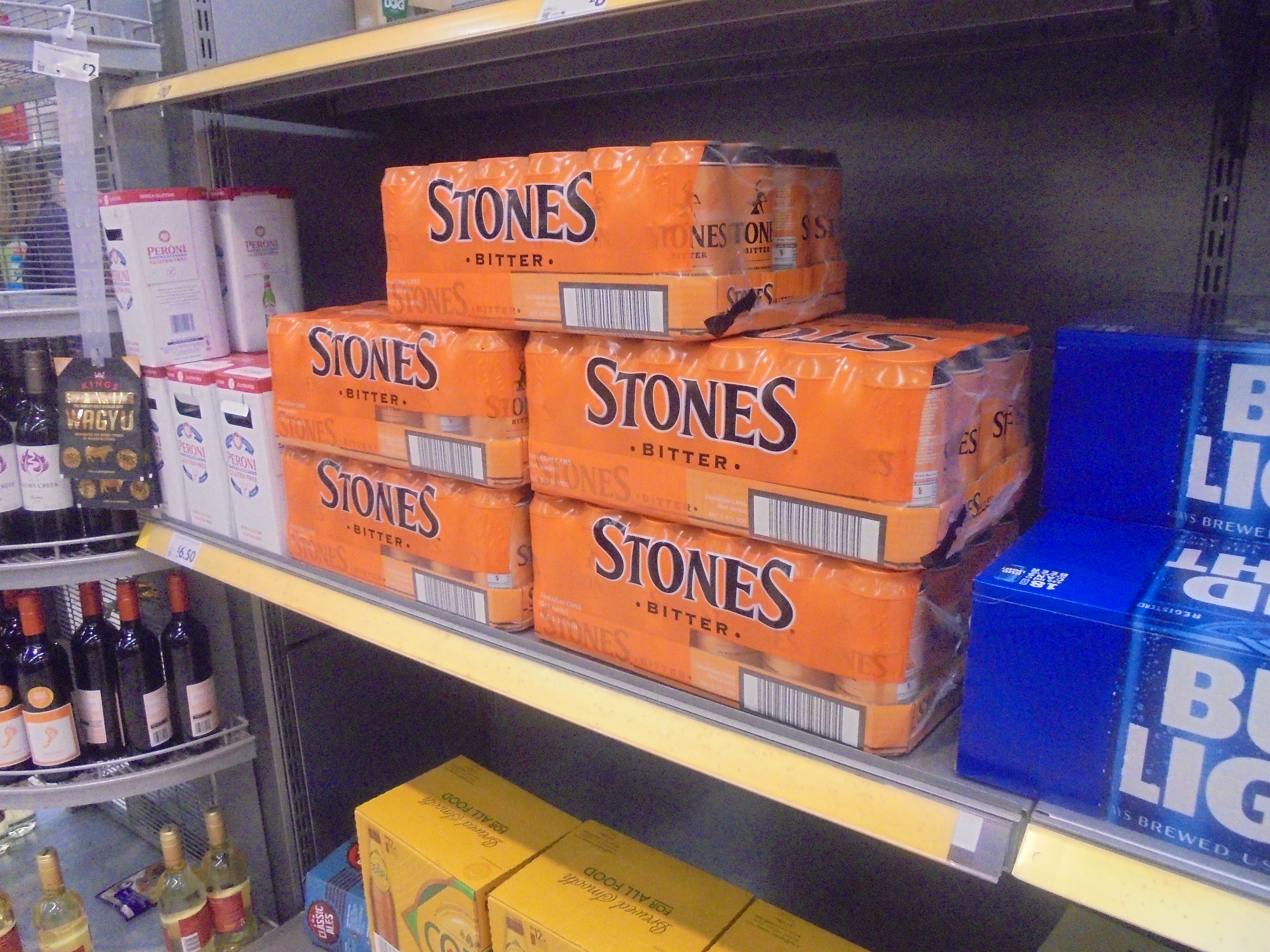
Stones Bitter à venda na en, Wetherby, West Yorkshire.

Em 2006, o Off Licence News identificou a variante em lata como "em um declínio lento, mas constante, que redefiniu seu status de marca nacional para regional em Yorkshire na última década". Em 2012, a Stones Bitter estava entre as vinte ales mais vendidas no Reino Unido, com volumes anuais estimados em mais de 100.000 hectolitros.
A Stones Bitter condicionada em barril retornou em 2021, produzida sob licença pela cervejaria TrueNorth, de Sheffield.

## Receita e sabor
As receitas para a Stones condicionada em cervejaria e em barril diferem:
A Stones condicionada em cervejaria é produzida com uma mistura de lúpulos da América (Columbus e Zeus [en]) e da Europa (Magnum e Admiral [en]). A variedade de cevada utilizada é a Pearl. A cerveja é vendida em barris e latas de 440 ml, sendo descrita como tendo "um aroma de lúpulo com notas de toranja-cítrico, que se destaca em um fundo caracteristicamente sulfuroso com um toque frutado. O equilíbrio incomum de sais garante que o amargor não seja seco".
A Stones condicionada em barril usa lúpulos Challenger e é seca com Goldings ingleses. É descrita como tendo um aroma de lúpulo, enxofre e toranja, com um sabor salgado, agradável e cítrico.

## Publicidade
Uma grande campanha televisiva foi exibida nacionalmente de 1983 a 1991, com o slogan (criado pelo dramaturgo Peter Whelan [en]): "(Onde quer que você vá) não há sabor como o da Stones". A série inicialmente estrelava Bernard Hill e Tony Barton, com Hill sendo substituído por Michael Angelis a partir de 1984. Os comerciais seguiam os personagens Jeff e Dave em situações cômicas em locais internacionais. Em 1987, tornou-se a campanha de bitter mais longa da história do Reino Unido.
A partir de 1993, a Stones foi anunciada apenas no norte da Inglaterra. A campanha "Sheffield Gold" de 1994-96 foi ambientada em uma fundição de aço, em homenagem à herança da cidade, embora filmada na República Tcheca, pois as fundições de Sheffield eram consideradas limpas e automatizadas demais para o efeito industrial desejado. Um porta-voz da Bass explicou: "Queríamos faíscas e óculos de proteção". Essa foi a última grande campanha de marketing da Stones, e, em 2012, o único suporte de marketing eram os copos e itens de bar fornecidos aos pontos de venda regulares.

### Patrocínios
A Stones Bitter patrocinou o campeonato da Liga de Futebol de Rúgbi [en] de 1986 a 1995 e, posteriormente, a Rugby Super League de 1996 a 1997. Um conjunto de anúncios de 1986-1988 com o slogan "Stones, pura poesia" apoiava o patrocínio. Em 1995 e 1996, a Stones patrocinou o Doncaster Handicap [en] e o Park Hill Stakes [en], eventos de corrida de cavalos. A Stones Bitter também patrocina os Sheffield Steelers [en], com um logotipo na parte inferior de seus uniformes.
A cerveja também patrocinou o programa esportivo Central Sports Special, das Midlands.